# Automolis pareclecta
Automolis pareclecta là một loài bướm đêm thuộc phân họ Arctiinae, họ Erebidae.